# جزيرة ماتاسيري
جزيرة ماتاسيري وهي جزيرة من جزر إندونيسيا، وتتبع إقليم كليمنتان الجنوبية في إندونيسيا.